# Pamplona (piłkarz)
Estanislau de Figueiredo Pamplona (ur. 24 marca 1904 w Belém, zm. 29 października 1973 tamże) – brazylijski piłkarz grający na pozycji ofensywnego pomocnika.
Karierę zaczął w rodzinnym Belém w klubie Remo w 1922. Rok 1923 spędził we Fluminense FC, po czym przeniósł się w 1924 roku do lokalnego rywala Botafogo FR, w którym spędził resztę kariery, którą skończył w 1935. Z Botafogo zdobył mistrzostwo stanu Rio de Janeiro – Campeonato Carioca w 1930, 1933, 1934.
Pamolona występował w reprezentacji Brazylii, w której zadebiutował 17 grudnia 1925 w wygranym 3-1 meczu z Paragwajem podczas Copa América 1925, na której Brazylia zajęła 2. miejsce. Z reprezentacją Brazylii pojechał na mistrzostwa świata w 1930 w Urugwaju, jednak nie wystąpił w żadnym meczu. W sumie w reprezentacji rozegrał 3 mecze (wszystkie w grudniu 1925).